# سخت‌پنجه‌داران
سخت‌پنجه‌داران (نام علمی: Scleronychophora) نام یک راسته از پهن‌پاتباران است.